# Toni Wirtanen
Toni Juhana Wirtanen (ur. 4 kwietnia 1975, w Heinoli, Finlandia) jest fińskim muzykiem, najlepiej znanym jako wokalista, gitarzysta i twórca tekstów rockowej grupy Apulanta.
Wirtanen przeniósł się do Salo, kiedy miał mniej niż rok. Uczęszczał do szkoły Lauri. Po śmierci swojego ojca w wieku 11 lat, rodzina jego powróciła z powrotem do Heinoli. Od tej chwili pisanie piosenek i rysowanie stały się jego jedyną formą wyrażania swoich uczuć.
Wirtanen jest także znany z napisania wielu piosenek dla fińskiej śpiewaczki pop Iriny oraz wystąpienia w 1999 roku w filmie Pitkä kuuma kesä („Długie gorące lato”), grając lidera i wokalistę szkolnej kapeli 'The Vittupäät'.